# You Do Something to Me
You Do Something to Me is een nummer van de Britse muzikant Paul Weller. Het nummer verscheen op zijn album Stanley Road uit 1995. Op 7 juli van dat jaar werd het nummer uitgebracht als de derde single van het album.

## Achtergrond
Stanley Road is het derde solo-album van Paul Weller, ex-zanger van The Jam en The Style Council. Dit is tot op heden zijn succesvolste album als soloartiest. "You Do Something to Me" is, na "Out of the Sinking" en "The Changingman" het derde nummer van het album, dat op single is uitgebracht. Weller scoorde hiermee zijn tweede top 10-hit in zijn thuisland, het Verenigd Koninkrijk, met een 9e positie als hoogste notering in de UK Singles Chart. Daarnaast werd het een hit in een aantal andere Europese landen. In Italië behaalde het de 27e positie.
In Nederland werd de plaat destijds veel gedraaid op Radio 538, Hitradio Veronica en Radio 3FM en werd een radiohit. De plaat bereikte de 29e positie in de Nederlandse Top 40 op Radio 538 en de 21e positie in de publieke hitlijst op Radio 3FM, de Mega Top 50. 
In België behaalde de plaat géén notering in zowel de Vlaamse Ultratop 50 als de Vlaamse Radio 2 Top 30. 
De plaat staat sinds de editie van 2003 steevast genoteerd in de bovenste helft van de jaarlijkse NPO Radio 2 Top 2000 van de Nederlandse publieke radiozender NPO Radio 2 met een 602e positie in 2004 als hoogste notering.

## Hitnoteringen

### Nederlandse Top 40
| Hitnotering: 16-09-1995 t/m 04-11-1995 | Hitnotering: 16-09-1995 t/m 04-11-1995 | Hitnotering: 16-09-1995 t/m 04-11-1995 | Hitnotering: 16-09-1995 t/m 04-11-1995 | Hitnotering: 16-09-1995 t/m 04-11-1995 | Hitnotering: 16-09-1995 t/m 04-11-1995 | Hitnotering: 16-09-1995 t/m 04-11-1995 | Hitnotering: 16-09-1995 t/m 04-11-1995 | Hitnotering: 16-09-1995 t/m 04-11-1995 | Hitnotering: 16-09-1995 t/m 04-11-1995 |
| Week                                   | 1                                      | 2                                      | 3                                      | 4                                      | 5                                      | 6                                      | 7                                      | 8                                      |                                        |
| -------------------------------------- | -------------------------------------- | -------------------------------------- | -------------------------------------- | -------------------------------------- | -------------------------------------- | -------------------------------------- | -------------------------------------- | -------------------------------------- | -------------------------------------- |
| Positie                                | 39                                     | 34                                     | 32                                     | 34                                     | 40                                     | 30                                     | 29                                     | 40                                     | uit                                    |

### Mega Top 50
| Hitnotering: 09-09-1995 t/m 11-11-1995 | Hitnotering: 09-09-1995 t/m 11-11-1995 | Hitnotering: 09-09-1995 t/m 11-11-1995 | Hitnotering: 09-09-1995 t/m 11-11-1995 | Hitnotering: 09-09-1995 t/m 11-11-1995 | Hitnotering: 09-09-1995 t/m 11-11-1995 | Hitnotering: 09-09-1995 t/m 11-11-1995 | Hitnotering: 09-09-1995 t/m 11-11-1995 | Hitnotering: 09-09-1995 t/m 11-11-1995 | Hitnotering: 09-09-1995 t/m 11-11-1995 | Hitnotering: 09-09-1995 t/m 11-11-1995 | Hitnotering: 09-09-1995 t/m 11-11-1995 |
| Week                                   | 1                                      | 2                                      | 3                                      | 4                                      | 5                                      | 6                                      | 7                                      | 8                                      | 9                                      | 10                                     |                                        |
| -------------------------------------- | -------------------------------------- | -------------------------------------- | -------------------------------------- | -------------------------------------- | -------------------------------------- | -------------------------------------- | -------------------------------------- | -------------------------------------- | -------------------------------------- | -------------------------------------- | -------------------------------------- |
| Positie                                | 46                                     | 37                                     | 33                                     | 31                                     | 29                                     | 27                                     | 26                                     | 21                                     | 24                                     | 38                                     | uit                                    |

### NPO Radio 2 Top 2000
| Nummer met noteringen in de NPO Radio 2 Top 2000 | '03 | '04 | '05 | '06 | '07 | '08 | '09 | '10 | '11 | '12 | '13 | '14 | '15 | '16 | '17 | '18 | '19 | '20 | '21 | '22  | '23  | '24  |
| ------------------------------------------------ | --- | --- | --- | --- | --- | --- | --- | --- | --- | --- | --- | --- | --- | --- | --- | --- | --- | --- | --- | ---- | ---- | ---- |
| You Do Something to Me                           | 707 | 602 | 768 | 736 | 906 | 784 | 658 | 761 | 817 | 722 | 707 | 719 | 684 | 743 | 702 | 939 | 801 | 990 | 933 | 1029 | 1081 | 1147 |

1. ↑  Een vetgedrukt getal geeft de hoogste notering aan.
2. ↑  2003 was het eerste jaar met een notering voor dit nummer.